# Wiesław Kuc
Wiesław Stefan Kuc (ur. 2 września 1949 w Sokołowie Podlaskim) – polski polityk, ekonomista, przedsiębiorca, urzędnik, nauczyciel akademicki i poseł do Parlamentu Europejskiego z ramienia Samoobrony RP od 2004 do 2009.

## Życiorys

### Wykształcenie i praca zawodowa
Z wykształcenia ekonomista, w 1973 ukończył studia w Szkole Głównej Gospodarstwa Wiejskiego w Warszawie. Początkowo pracował jako nauczyciel akademicki w Instytucie Zastosowań Matematyki i Statystyki SGGW. W latach 1978–1984 był głównym specjalistą w Krajowym Związku Kółek Organizacji Rolniczych. Następnie pracował jako urzędnik w Biurze ds. Młodzieży przy Urzędzie Rady Ministrów. W 1986 został dyrektorem departamentu w Urzędzie Patentowym RP. Od 1988 pracował w sektorze bankowym – najpierw jako kierownik w Banku Rozwoju Eksportu (do 1991), a następnie kolejno w: Banku Handlowo-Kredytowym, Merkury Banku, Prosper Banku, Banku Staropolskim i KIB banku na Ukrainie. Od lipca do listopada 1994 pełnił funkcję prezesa Agencji Rozwoju Gospodarczego.
W 1997 zajął się własną działalnością gospodarczą. W 2003 został właścicielem Fabryki Mebli w Białej Podlaskiej. Został członkiem zarządu Stowarzyszenia „Razem dla Lubelszczyzny”.

### Działalność polityczna
Należał do ZSMP i ZSP. W 2004 wstąpił do Samoobrony RP. W tym samym roku, otrzymawszy 13 994 głosy, został wybrany z jej listy do Parlamentu Europejskiego z okręgu lubelskiego. Podobnie jak pozostali posłowie Samoobrony RP pozostawał początkowo niezrzeszony, w grudniu 2004 dołączył (razem z Bogdanem Golikiem) do Partii Europejskich Socjalistów. Od grudnia 2006 należał do frakcji Unia na rzecz Europy Narodów. Przez całą kadencję zasiadał w Komisji Budżetowej oraz Komisji Rolnictwa i Rozwoju Wsi. Był członkiem komitetu wyborczego Andrzeja Leppera jako kandydata w wyborach prezydenckich w 2005.
W 2009 ubiegał się bez powodzenia o reelekcję w wyborach europejskich (otrzymał 3613 głosów). Następnie wystąpił z Samoobrony RP.

## Życie prywatne
Jest żonaty, ma dwoje dzieci.